# Даниил (Влахович)
Епи́скоп Дании́л (в миру Дими́трий Вла́хович, серб. Димитрије Влаховић, рум. Dimitrie Vlahovici;	23 апреля 1760, село Чуруг, ныне Воеводина, Сербия — 20 августа 1822, Ватра-Дорней) — епископ Карловацкой митрополии, епископ Буковинский и Черновицкий.

## Биография
Родился в Чуруге, Бачка, где потом служил приходским священником с 1764 по 1768 год.
25 января 1771 года в монастыре Ковиль в присутствии епископа Моисея (Путника) иеромонахом Феофаном пострижен в монашество с именем Даниил.
После принятия монашества митрополит Карловацкий Моисей (Путник) послал архимандрита Данила в Буковину. А именно, в составе Карловацкой митрополии были тогда Крижана, Эрдель и Буковина, в которой была создана православная епархия с центром в Радауце. Позже кафедра была перемещена в Черновцы.
23 марта или апреля 1789 года был хиротонисан во епископа.
Новый епископ в своей епархии основан первую богословскую школу, на базе которой в 1827 году был открыт богословский институт, который в 1875 году станет богословским факультетом Черновицкого университета.
В период своего пастырства он поддерживал габсбургскую власть в своем стремлении подчинить себе буковинский клир. По его приказу румынские начальные школы Буковины были поставлены под послушание Римско-католической консистенции Лемберга, а преподаватели были доставлены из иностранцев. Епископ Даниил наблюдал за тем, чтобы во всех школах преподавательский язык был немецким или польским. Приостановлено обязательство начального образования (1793), таким образом, было отменено более 30 румынских школ. Ему всё же удалось признать право контролировать управление религиозным Фондом. Школа духовенства святого Илии в Сучаве была переведена в Черновцы и осталась единственной богословской школой с румынским языком обучения. В 1826 году эта школа была преобразована в Богословский институт, в рамках которого большинство экзаменов проходили на латинском, немецком и греческом языках.
Скончался по одним данным 16 августа 1821, по другим 24 августа 1822 года.